# Kunstrijden (rolschaatsen)

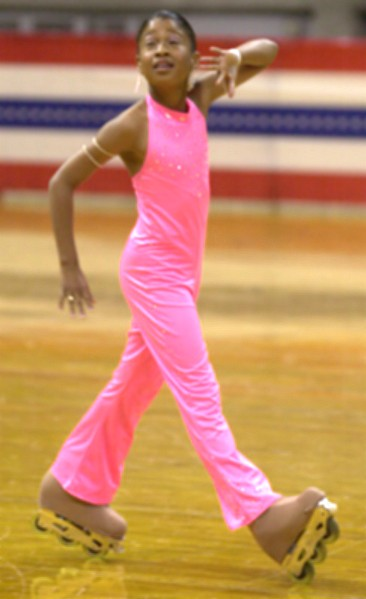
Voorbeeld van kunstrijden op inlineskates.

Kunstrijden is een sport op rolschaatsen, verwant aan het kunstschaatsen. Als enige tak van de rolschaatssport, gaat het bij kunstrijden niet om snelheid en/of actie, maar eerder om expressie, gevoel en theater. Bij kunstrijden zijn ritme, techniek en choreografie van belang, net zoals bij het kunstschaatsen. Kunstrijden wordt gedaan op een harde, meestal houten, vloer. De rolschaatsen of zogenaamde quads hebben 4 wieltjes, 2 voor en 2 achter. 

## Disciplines
Het kunstrijden kent uit verschillende disciplines: 
- figuren (individueel)
- vrijrijden (individueel)
- dansen (individueel en groep)
- paar rijden
- showrijden (groep)
- formatierijden (groep)

Formatie is het jongste onderdeel, dat wel aan populariteit wint.

### Individuele nummers en paarrijden
- Bij het onderdeel "figuren", moeten de sporters voor een jury bogen met een diameter van 4 tot 6 meter maken. Deze bogen (figuren) kunnen op verschillende manieren gereden worden: voorwaarts, achterwaarts, binnenwaarts en buitenwaarts. Hoe hoger het niveau, hoe meer figuren en lussen de sporters moeten gaan maken tijdens een oefening.
- "Vrijrijden", of "kür". Net zoals bij het kunstschaatsen, moeten de sporters ook een kür afleggen. Afhankelijk van het niveau, moeten de sporters een vrije en/of een verplichte kür rijden.
- Bij het onderdeel "dansen" moet de sporter een dans op muziek uitvoeren, vergelijkbaar met ijsdansen of met ballroomdansen op quads.
- "Paarrijden" is het met een paar samen rolschaatsen op muziek, waarbij er op gelet wordt dat het paar een eenheid is. Het is vergelijkbaar met het paarrijden bij het kunstschaatsen.

### Groepsnummers
Bij het showrijden en formatierijden voert men in een groep figuren, passen, liften en sprongen uit. Het is vergelijkbaar met de schaatsshows van Holiday on Ice. Gelet wordt op de kleding, passen en originaliteit. Alles moet een geheel vormen met de muziek.

## Organisaties
In Nederland is de sport aangesloten bij de SBN. Voordat de sport zich aansloot bij de SBN, was het aangesloten bij de Nederlandse Rolschaatsbond. In Nederland zijn er ongeveer 650 beoefenaars. Hiermee is het in Nederland een kleine maar groeiende sport. Wereldwijd worden wedstrijden georganiseerd door de FIRS.

## Trivia
- Er is een vorm van kunstrijden op inlineskates, Inline Kunstrijden. Deze sport is aangesloten bij de FIRS. In Nederland organiseert de SBN echter geen wedstrijden in deze tak van sport.